# Luis Rubiños
Luis Rubiños Cerna (* 31. Dezember 1940 in Trujillo, Peru) ist ein ehemaliger peruanischer Fußballtorwart.

## Karriere

### Verein
Rubiños begann seine professionelle Spielerkarriere 1961 in Lima bei Sporting Cristal aus dem Stadtbezirk Rímac. Für diesen Verein spielte er bis 1973 mit Ausnahme eines einjährigen Gastspiels 1962 bei Defensor Lima aus dem Stadtbezirk Breña. In dieser Zeit gewann er viermal die peruanische Meisterschaft.
1974 schloss er sich für ein Jahr Universitario de Deportes an und holte am Ende der Saison seinen fünften Meistertitel. 1975 kehrte er in seine Heimatstadt zum dortigen Club Carlos A. Mannucci  zurück. Am Ende der Saison 1976 wechselte er erneut zu Universitario de Deportes. Dort beendete er 1977 nach einer Spielzeit seine Karriere.
1985 arbeitete Rubiños als Torwarttrainer bei Deportivo San Agustín.  Aufgrund des verletzungsbedingten Ausfalls beider Torhüter der Mannschaft kam er im Alter von 44 Jahren noch einmal in der  Primera División zum Einsatz.

### Nationalmannschaft
Zwischen 1963 und 1972 bestritt Luis Rubiños 38 Länderspiele für die peruanische Fußballnationalmannschaft.
Sein Debüt gab er am 17. März 1963 beim peruanischen 2:1-Sieg im Rahmen des Campeonato Sudamericano gegen Ecuador in La Paz.
Anlässlich der Fußball-Weltmeisterschaft 1970 in Mexiko wurde er in das peruanische Aufgebot berufen. Bei diesem Turnier kam er in allen Vorrundenspielen sowie bei der 2:4-Niederlage im Viertelfinale gegen den späteren Weltmeister Brasilien zum Einsatz.

## Erfolge
- Peruanischer Meister: 1961, 1968, 1970, 1972 und 1974